# Карстова люцерна
Карстовата люцерна (Medicago carstiensis) е растителен вид от род Люцерна. Среща се около Адриатическо море. В България е застрашен вид.